# El libro de los gatos habilidosos del viejo Possum
El libro de los gatos habilidosos del viejo Possum  (Old Possum's Book of Practical Cats) es una colección de poemas humorísticos y fantasiosos de T. S. Eliot sobre psicología y sociología felina, publicado por la editorial Faber and Faber.  Este libro ha servido de base para la producción de la obra musical Cats.
Los poemas fueron escritos durante la década de 1930 e incluidos por Eliot, bajo el seudónimo «Old Possum», en cartas a sus ahijados. Después, los poemas fueron recopilados y publicados en 1939, la cubierta de la primera edición contenía ilustraciones del propio autor, en 1940 fue editado nuevamente, esta vez las ilustraciones fueron realizadas por Nicolas Bentley. A lo largo de sus múltiples ediciones, las ilustraciones han variado, siendo realizadas por el estadounidense Edward Gorey en la edición de 1982, y por el alemán Axel Scheffler en la edición de 2009.

## Contenido
El libro explica de forma general los diversos nombres que tienen los gatos, y después para cada uno de ellos un poema particular que describe sus rasgos característicos:
- Ponerle nombre a un gato
- La vieja gata Gumbie (Jennyanydots)
- La última resistencia de Growltiger
- Rum Tum Tugger
- La canción de los Jellicles
- Mungojerrie y Rumpelteazer
- Viejo Deuteronomy
- De la horrible batalla entre perros pequineses y policías y también hasta cierto punto de la participación de los dogos y pomeranias y de la intervención del Gran Gato Rumpus.
- Mr. Mistoffelees
- Macavity: el Gato Misterio
- Gus: el Gato Teatro
- Bustopher Jones : el gato sofisticado de la ciudad
- Skimbleshanks : el gato del ferrocarril
- La dirección de los gatos (The Ad-dressing of Cats)
- Gato Morgan se presenta a sí mismo (poema añadido en la edición de 1952)

## Adaptaciones
En 1954, el compositor inglés Alan Rawsthorne puso en escena seis de los poemas en una obra para recitador y orquesta titulado Practical Cats, el cual fue grabado poco después, con el actor Robert Donat como recitador. Casi al mismo período de tiempo, otro compositor inglés, Humphrey Searle, compuso otra pieza narrativa basada en los poemas de Eliot, con flauta, flautín, violonchelo y guitarra. Esta obra llamada Two Practical Cats, consistió en la puesta en escena de los poemas de Macavity y Growltiger.
Probablemente la adaptación más conocida de los poemas de Eliot es el musical Cats de Andrew Lloyd Webber. Esta obra musical se estrenó en los teatros del West End de Londres en 1981 y en Broadway en 1982. Llegó a convertirse en el show presentado de forma continua en cartelera de mayor duración en la historia, hasta que este récord fue superado por El fantasma de la ópera, otra adaptación musical de Andrew Lloyd Webber. Además de los poemas de El libro de los gatos habilidosos del viejo Possum, el musical presenta varios personajes adicionales de los borradores inéditos de Eliot, especialmente sobre Grizabella.

## En la cultura
En la película Logan's Run, durante su búsqueda por el Santuario, Logan y Jessica conocen a un anciano en la Biblioteca del Congreso de Estados Unidos. El anciano tiene muchos gatos y se refiere a los nombres de los gatos, explicando que cada gato tiene tres nombres: uno común, uno de fantasía, y otro que sólo el gato conoce.  Más tarde, el anciano se refiere a un gato en particular.  Este gato se llama Gus, abreviatura de Asparagus (espárrago). 

## Trabajos similares
El 5 de junio de 2009, The Times reveló que en 1937 Eliot había compuesto una línea de treinta y cuatro poemas titulado "Las vacas" para los hijos de Frank Morley, un amigo y un colega director de la editorial. La hija de Morley, Susanna Smithson, mostró el poema en la transmisión del programa "Arena: T.S. Eliot" en el canal de televisión BBC Two, el cual formó parte de la Temporada de Poesía de la BBC.

## Traducción al español
Debido a que el mayor mérito de los poemas eliotianos son el ritmo y las rimas —en ocasiones internas— y el sentido del humor, las ediciones en idioma español son escasas, entre ellas se encuentra la traducción realizada por la licenciada en filología inglesa Regla Ortiz Mogollón, publicada por la Editorial Pre-Textos en 2001. 